# Водонапорная башня (Муром)
Водонапорная башня Мурома (часто называемая Ермаковская башня) — водонапорная башня в Муроме. Объект культурного наследия. В 19 веке — самое высокое здание Мурома, использовалась также как пожарная каланча.

## Описание
Водонапорная башня была заложена в июле 1863-го на пересечении улиц Рождественской и Вознесенской (сегодня Ленина и Советской)
Водонапорная башня была построена в 1863—1864 гг. по проекту инженера Егора Ивановича Ержемского для городского водопровода Мурома. Башню называют «ермаковской» в честь Алексея Васильевича Ермакова (купца, мецената, городского головы в 1862—1869 годах). Именно его стараниями, энергией и капиталами в Муроме была устроена механическая подача воды по деревянным трубам.
Сохранились воспоминания об открытии водопровода 26 августа 1864 года. Это было торжественное событие с традиционным молебном, крестным ходом, освящением воды и праздничной иллюминацией. Водопровод в Муроме стал первым водопроводом в губернии — во Владимире водопровод появился позже.
Башня сложена из кирпича, имеет три этажа и завершается надстройкой, увенчанной шпилем, верхняя часть была украшена небольшими декорированными башенками.
Водой можно было пользоваться бесплатно на водоразборных колонках-фонтанах. Сначала было открыто шесть фонтанов: Предтеченский, Николоможайский, Касимовский, Московский, Конный и Ярмарочный, позже — Воздвиженский и Троицкий.
Для лошадей на площадях были сделаны специальные водопои. Первая водоразборная линия была протяженностью около пяти километров. Вода была проведена и в некоторые жилые дома, и, конечно, в первую очередь, в усадьбу городского головы Ермакова.
В XIX веке по цвету флага, вывешиваемого на башне, муромцы узнавали прогноз погоды. Например, тёмный флаг означал, что мороз в городе достиг — 30° С. Это было радостной новостью для учащихся, так как при такой температуре отменялись занятия в гимназиях.
В 1930-х годах водонапорная башня была закрыта из-за несоответствия воды, проходившей через неё, санитарно-гигиеническим нормам.
Когда-то большие часы на башне, которые были установлены в 1974 году, каждый час играли мелодию «На Муромской дорожке стояли три сосны…». Но горожане жаловались на шум, музыку отключили.

### Современное состояние
В 2008 году, в день 1146-летия Мурома водонапорная башня вновь обрела своё первоначальное значение: из её кранов потекла вода. Но теперь она поступает сюда не из Оки, как раньше, а из артезианской скважины. В башне установили станцию обезжелезивания. Воду можно налить бесплатно.

## Фотографии
| - В 1910-е - В январе 2015-го - мемориальная табличка на башне |